# Territori Australià de l'Oceà Índic
Territori Australià de l'Oceà Índic o Territoris Australians de l'Oceà Índic (Australian Indian Ocean Territories) és el nom des de 1995 en endavant d'una entitat administrativa d'Austràlia dependent del Departament Australià d'Infraestructura, Transport, Desenvolupament Regional i Govern Local, consistint de dos grups d'illes a l'Oceà Índic sota sobirania australiana:
- Illa Christmas (10° 29′ 06″ S, 105° 38′ 10″ E / 10.485°S,105.636°E), on l'administrador conjunt resideix
- Illes Cocos (Keeling) (12° 09′ 29″ S, 96° 52′ 12″ E / 12.158°S,96.870°E), on el mateix administrador té jurisdicció però no hi resideix

Cadascuna d'aquests illes té el seu propi Consell Local (Shire): el shire d'Illa Christmas i el shire de Cocos.
No inclou les deshabitades illes d'Ashmore i Cartier.

## Revisions
El 2004 es va fer una revisió dels territoris.
El 2012 l'administració va ser revisada per visites parlamentàries australianes i una investigació.

## Administradors dels Territoris Australians de l'Oceà Índic

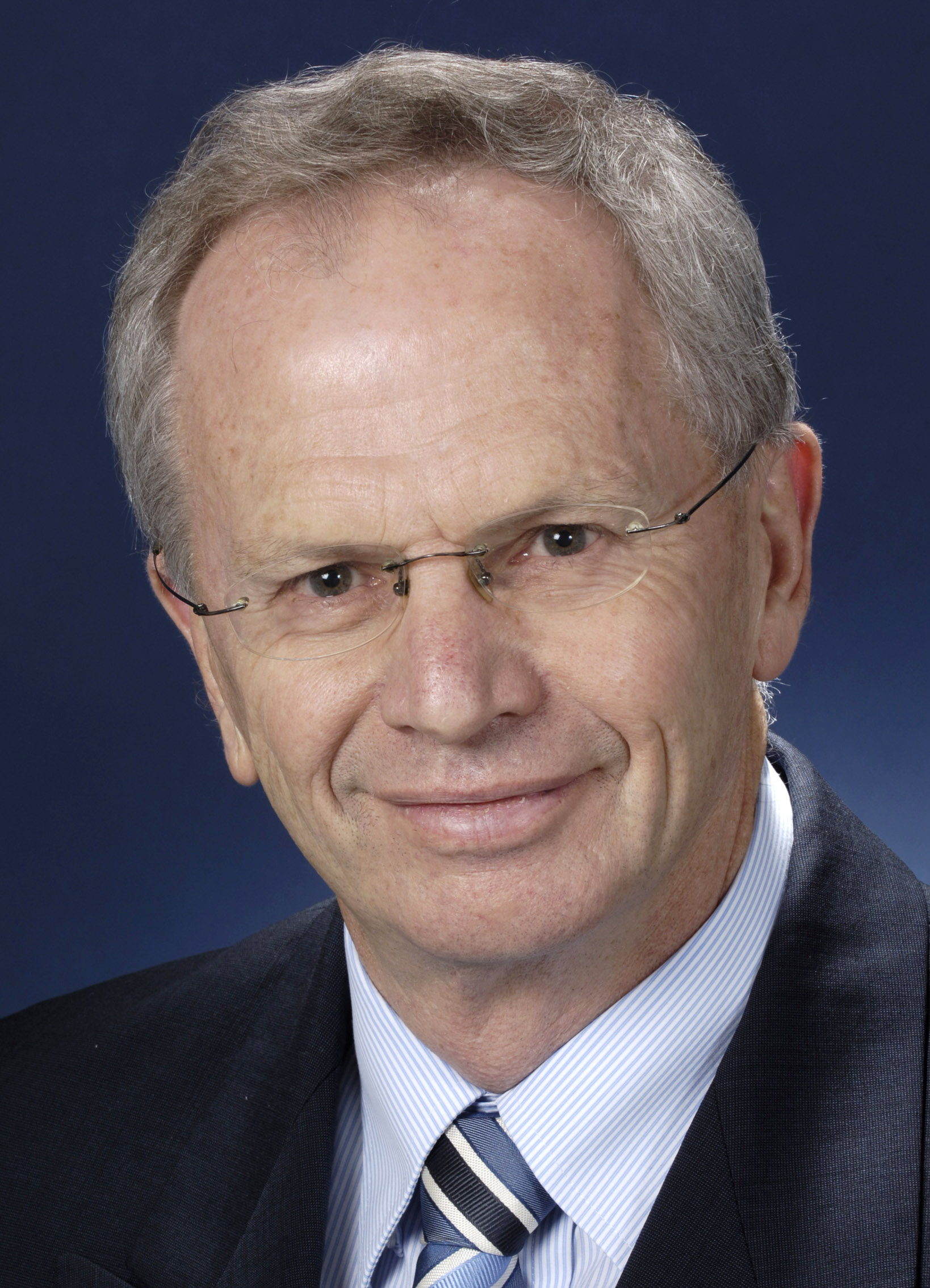
Administrador Evan Williams

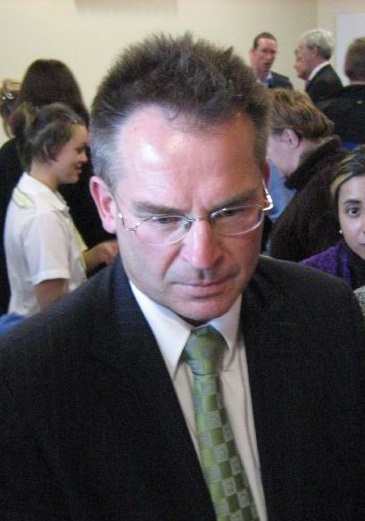
Administrador Jon Stanhope

| № | Nom                     | Va entrar en el càrrec | Va deixar el càrrec |
| - | ----------------------- | ---------------------- | ------------------- |
| 1 | Danny Ambrose Gillespie | 1 juliol 1994          | 30 juny 1996        |
| 2 | Ron Harvey              | 1 octubre 1997         | 30 octubre 1998     |
| 3 | Bill Taylor             | 4 febrer 1999          | 30 juliol 2003      |
| 4 | Evan Williams           | 1 novembre 2003        | 31 octubre 2005     |
| 5 | Neil Lucas              | 30 gener 2006          | 22 febrer 2008      |
| 6 | Brian Lacy              | 5 octubre 2009         | 5 octubre 2012      |
| 7 | Jon Stanhope            | 5 octubre 2012         | 5 octubre 2014      |
| 8 | Barry Haase             | 6 octubre 2014         | En exercici         |

## Religió
Els catòlics són atesos pastoralment per l'arxidiòcesi catòlica romana de Perth.